# Di rabbia e di stelle
Di rabbia e di stelle (2007) è un album del cantautore Roberto Vecchioni.

## Descrizione
Il disco è saturo di dolore e disillusione e, dopo l'ascolto, la sensazione è che, nella quotidianità, la visione della realtà sia troppo ottimistica ovvero che ci sia la voglia di non soffermarci troppo sugli eventi negativi del nostro tempo. Il tentativo quindi è quello di illuminare la realtà per essere più sinceri, prima di tutto con se stessi.
Il dito è puntato oltre che sulle ingiustizie del tempo anche al rapporto con i figli e all'amore. Questa volta però l'amore è un amore in declino, un amore che sconta le illusioni della gioventù, un amore che vive una realtà pensata diversa alla sua nascita.
Il disco però non è "triste" ma risulta "vivo" e, tra filastrocche, spunti romantici e invenzioni, si fa ascoltare. Gli arrangiamenti sono di Lucio Fabbri tranne "Amico mio", "Il cielo di Austerlitz" e "Le rose blu", arrangiate da Patrizio Fariselli.

### La ragazza col filo d'argento
Ne La ragazza col filo d'argento si apprezza la capacità di Vecchioni di scrivere testi che possono essere interpretati in più modi nella migliore tradizione di Bob Dylan e di Francesco De Gregori. La ragazza, come affermato da Vecchioni durante il tour 2008, è sua moglie con il "suo" filo d'argento sulla fronte che indossava il giorno che si sono conosciuti.

### Non lasciarmi andare via
In Non lasciarmi andare via, uno dei pezzi "importanti" dell'opera, il testo è struggente la musica è appropriata e le spiegazioni sono superflue.

### Neanche se piangi in cinese
Con Neanche se piangi in cinese si riprende fiato, il pezzo è scanzonato e ironico, vi si sottolinea tutta la diversità maschile e la voglia di autonomia ma con una chiusura, forse un po' annunciata, ma apprezzabile.

### O amore amore amore
O amore amore amore è la tipica canzone di Vecchioni. Melodica, con spunti francesi poco di "testa" e molto di "pancia".

### Comici spaventati guerrieri
Comici spaventati guerrieri (dall'omonimo romanzo di Stefano Benni), è dedicata ai giovani. Con la loro forza, i loro dubbi, le loro domande e con genitori che troppo spesso hanno come risposta il loro modo di aver usato il mondo: “Un mondo che avete storpiato/ingannato, tradito, massacrato”. Con Vecchioni che, ovviamente, si schiera dalla parte dei primi.

### Amico mio
Amico mio  è una canzone dedicata a un amico che non c'è più.

### Questi fantasmi
Questi fantasmi potrebbe essere chiamata “L'avvelenata” di Vecchioni.

### Non amo più
Non amo più è un altro pezzo "importante"; la musica è supportata dalla sola chitarra acustica con un Vecchioni disilluso e stanco.

### Mond lader (mondo ladro)
Mond lader (mondo ladro), tra il reggae e il rock, tra il serio e il faceto, ci ricorda che Vecchioni è milanese, almeno d'adozione. La storia, come affermato da Vecchioni durante il tour 2008, è quella di un operaio che impreca perché non riesce ad arrivare alla fine del mese.

### Tu, quanto tempo hai?
Tu, quanto tempo hai? è un altro "pezzo forte" dell'album. L'alternanza del pianoforte, archi e batteria induce nell'ascoltatore un'emozione e la consapevolezza della raggiunta maturità dell'artista. Il tema della canzone è già annunciato nel titolo e completato con la strofa:
“E tu, quanto tempo hai?/tu, quanto amore hai?”.

### Il cielo di Austerlitz
In Il cielo di Austerlitz si rivede, come in altre canzoni, la capacità di Vecchioni di raccontare la vita di un personaggio storico (qui il principe Andrei Bolkonsky, protagonista di “Guerra e pace”) in realtà parlando di se stesso. Emblematiche le parole del principe “Come è lontano, Dio, lontano il cielo/da tutto quello che ho creduto vero”.

### Il violinista sul tetto
Il violinista sul tetto introduce nell'album un momento di ironia. Vecchioni, con un uso attento della lingua italiana, si rifà alla canzone popolare. Teresa De Sio presta la voce alla madre mostrando tutta l'irruenza e l'allegria tipica del popolo napoletano.

### Le rose blu
Le rose blu: solo corno e archi. È il pezzo, scritto in un momento di difficoltà di uno dei figli, dove la voce di Vecchioni si "fa sentire" più che in ogni altro, un'invocazione al destino, o meglio a Dio, affinché possa darci una mano. In cambio non è possibile donare la vita, che Dio può riprendersi quando vuole, ma piuttosto i propri ricordi e il proprio passato, i giorni in cui si è bestemmiato quel Dio che pare così lontano, così indifferente alle sofferenze, così restio a donarci le rose blu. Eppure, questo stesso Dio labile, sconosciuto, invisibile, è l'ultima possibilità, l'estremo rimedio per chiedere quanto si sta cercando.

## Tracce
1. La ragazza col filo d'argento – 4:04
2. Non lasciarmi andare via – 5:23
3. Neanche se piangi in cinese – 4:18
4. O amore amore amore – 4:36
5. Comici spaventati guerrieri – 4:29
6. Amico mio – 4:06
7. Questi fantasmi – 3:44
8. Non amo più – 3:11
9. Mond lader (mondo ladro) – 3:36
10. Tu, quanto tempo hai? – 4:35
11. Il cielo di Austerlitz – 4:46
12. Il violinista sul tetto – 4:24
13. Le rose blu – 4:22

## Formazione
- Roberto Vecchioni – voce
- Lucio Fabbri – mandolino, cetra[non chiaro], chitarra elettrica, chitarra acustica
- Patrizio Fariselli – pianoforte
- Michele Ascolese – chitarra acustica
- Roberto Gualdi – batteria
- Antonio Petruzzelli – basso
- Stefano Brandoni – chitarra acustica, chitarra elettrica
- Stefano Cisotto – organo Hammond, programmazione, tastiera, pianoforte
- Paolino Dalla Porta – contrabbasso
- Andrea Anzalone – violoncello
- Sokol Koka – violoncello
- Simone Rossetti Bazzaro – violino
- Serafino Tedesi – violino
- Gian Andrea Guerra – violino
- Paolo Costanzo – violino
- Roberto Mazzoni – viola
- Matteo Del Soldà – viola
- Cristiano Tibaldi – tromba, sassofono tenore
- Giampiero Malfatto – trombone
- Giancarlo Porro – sassofono tenore, sassofono baritono
- Silvio Pozzoli – cori